# Heterocallia hepaticata
Heterocallia hepaticata là một loài bướm đêm trong họ Geometridae.